# Varix (schelpdieren)
Een varix (meervoud varices) is een sculptuurelement bij de buikpotigen (slakken) dat bestaat uit een relatief grove radiaalribbel op het slakkenhuis. Het is een overblijfsel van een oude mondrand. Een varix wordt bij een groeistilstand bij de mondrand aangemaakt en is vaak geprononceerder ontwikkeld dan de gewone radiaire ribben. Bij sommige groepen kan na de aanleg van een varix de groeirichting een hoek maken met de tot dan toe gevolgde richting zoals bij sommige Muricidae.
Bittium reticulatum (Muizenkeuteltje) en Nassarius pygmaeus (Kleine fuikhoren) zijn voorbeelden van soorten die dergelijke varices vertonen.